# Xã Cleveland, Quận Hamlin, South Dakota
Xã Cleveland (tiếng Anh: Cleveland Township) là một xã thuộc quận Hamlin, tiểu bang Nam Dakota, Hoa Kỳ. Năm 2010, dân số của xã này là 251 người.